# Käthe Lachmann

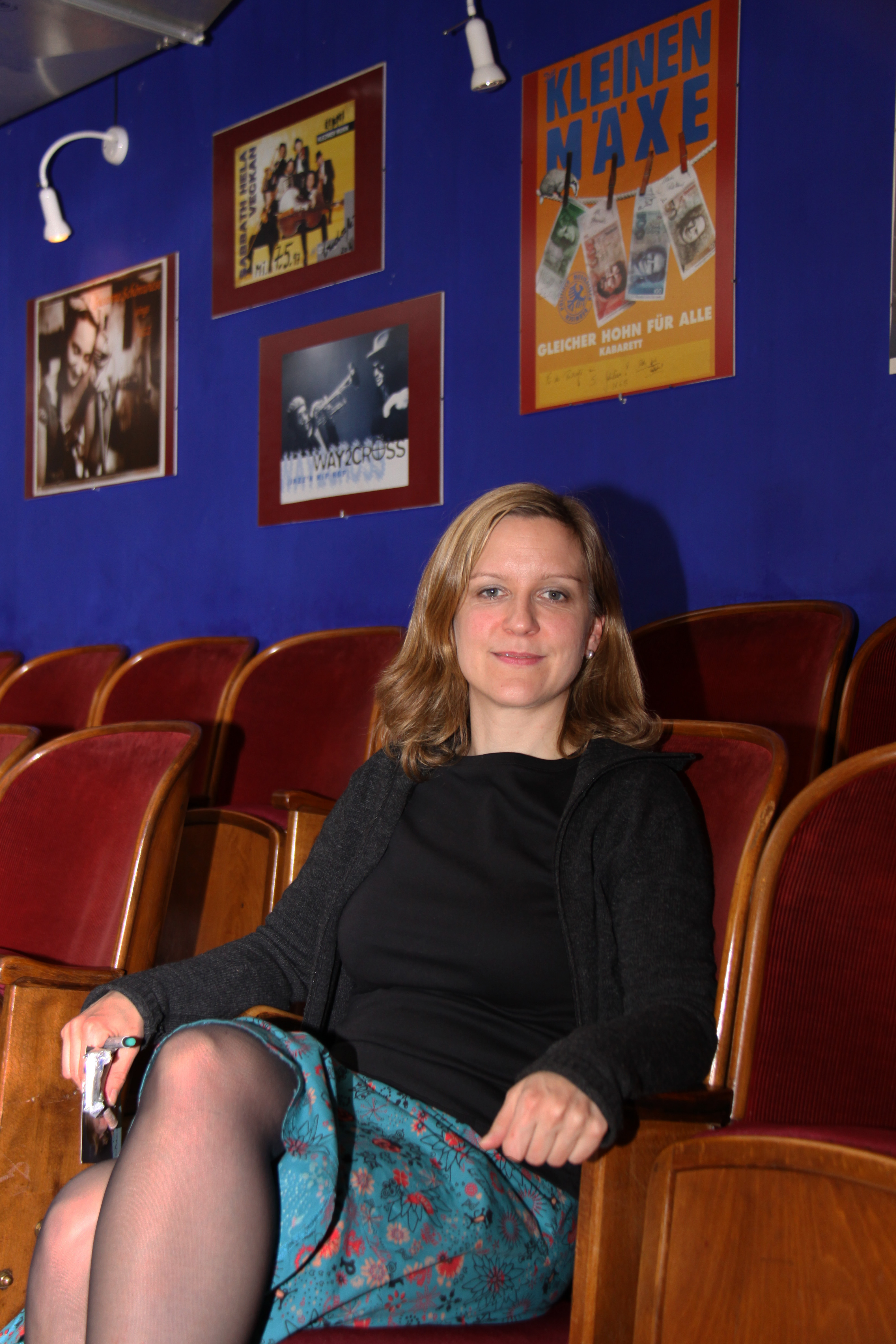
Käthe Lachmann nach einem Auftritt im buchcafé in Bad Hersfeld am 13. Februar 2010

Käthe Lachmann (* 23. Februar 1971 in Reutlingen) ist eine deutsche Komikerin, Stand-up-Entertainerin und Autorin. Einer breiteren Öffentlichkeit bekannt wurde die Schwäbin durch ihre diversen Bühnenprogramme, in denen sie sowohl durch ihre variable Stimmen- und Dialektvielfalt als auch durch eine prägnante Mimik den verschiedensten Charakteren Leben einhaucht.

## Leben
Aufgewachsen am Fuße der Schwäbischen Alb zog sie Anfang der 1990er Jahre für ein Philosophie-Studium nach Hamburg, wo sie auch heute noch wohnt. Nach einigen Theater- und Kabarettproduktionen, an denen Lachmann mitwirkte, präsentierte sie 1995 ihr erstes Solo-Programm Esst mehr Obst. Es folgten Fernsehauftritte im Quatsch Comedy Club, Ottis Schlachthof oder der Harald Schmidt Show. 1996 errang sie den 1. Platz beim NDR 2-Comedypreis. Ihr zweites Bühnenprogramm Moussaka im Wigwam brachte sie ab 1998 wieder auf deutsche Kleinkunstbühnen. Im Folgejahr gewann sie den Publikumspreis beim Prix Pantheon in Bonn. Anfang der 2000er Jahre war Käthe Lachmann vor allem im ZDF zu sehen, unter anderem in der Reihe Olli, Tiere, Sensationen, oder in Episoden der Versteckten Kamera, bevor sie 2001 ihr drittes Bühnenprogramm Andere lassen sich piercen präsentierte. Zwei Jahre später ging Lachmann mit ihrer vierten Bühnenshow Sitzriesen auf Wanderschaft auf Tournee. Für 2004 plante sie mit Susanne Betancor das gemeinsame Programm Privat bin ich Profi. Nach wenigen Auftritten brach Lachmann die Tour 2005 aus persönlichen Gründen ab und führte sie erst Anfang 2006 weiter. Die beiden Künstlerinnen präsentierten gemeinsam Sketche, Musikstücke und Solonummern. Außerdem tourte Lachmann 2006 mit ihrem Best-of-Programm Ten Years Laughter durch Deutschland. Käthe Lachmann war immer wieder in verschiedenen Fernsehsendungen zu Gast, zum Beispiel im Quatsch Comedy Club auf ProSieben.
Von 2007 bis 2010 tourte Lachmann mit ihrem Bühnenprogramm Ein zweigleisiges Pferd durch Deutschland. Die CD-Aufzeichnung fand am 5. und 6. September 2008 in der Berliner ufaFabrik statt. Im Sommer 2010 präsentierte sie ihr neues Programm Ich bin nur noch hier, weil du auf mir liegst.
Die wohl bekannteste Figur, die Lachmann immer wieder verkörpert, ist die Synchronsprecherin Elke Schmitt, die sich durch eine überzogen affektierte Sprechweise und einen naiv-charmanten Charakter auszeichnet. Weitere, bekannte Parodien Lachmanns sind unter anderem Ottfried Fischer und Ulla Schmidt. Nach eigenen Angaben (Ein zweigleisiges Pferd) ist sie die einzige Person der Welt, die die „Nasengitarre“ beherrscht.
Wie 2018 bekannt wurde, litt Lachmann jahrelang unter Panikattacken. Sie zog sich wegen einer Angststörung 2015 von der Bühne zurück.

## Diskografie
- 2000: Moussaka im Wigwam (CD)
- 2002: Andere lassen sich piercen (CD)  *
- 2004: Sitzriesen auf Wanderschaft (CD)
- 2009: Ein zweigleisiges Pferd (CD)

## Bibliografie
- 2007: Zu kurz! … dafür aber als Erster fertig! (Autorin), ISBN 3-551-68013-2
- 2009: Wir danken für Ihr Verständnis!: Das Bahn-Comedy-Buch. (Herausgeberin), ISBN 3-551-68167-8
- 2010: Draußen nur Männchen. (Autorin), ISBN 3-548-28331-4
- 2013: Ich bin nur noch hier, weil du auf mir liegst. (Autorin), ISBN 3-548-28563-5
- 2014: Wenn zwei sich streiten, freut sich Brigitte (Autorin), ISBN 978-3-548-28571-9
- 2018: Keine Panik, liebe Angst (Autorin), ISBN 978-3-8338-6384-4
- 2019: Verletzlich ist das neue Stark (Autorin), ISBN 978-3-8338-6857-3
- 2019: Wenn mich jemand sucht, ich befinde mich im Wandel (Autorin), ISBN 978-3-7474-0067-8
- 2025: Der Feind in meinem Beet (Autorin), ISBN 978-2-4967-1824-9

## Filmografie
- 2005: Eine Nacht in Wilhelmsburg (Kurzfilm)
- 2006: Nächte in Wilhelmsburg: The Lucio Fulci Experience (Kurzfilm)
- 2007: Nächte in Wilhelmsburg: Das Haus am Anfang der Straße (Kurzfilm)

## Auszeichnungen
- 1996: NDR 2-Comedy-Preis
- 1999: Prix Pantheon – Publikumspreis Beklatscht & Ausgebuht
- 2003: Deutscher Kabarettpreis – Förderpreis

„Käthe Lachmann überwältigt ihr Publikum mit ihrer ansteckenden Albernheit. Vermeintlich 1:1 persifliert sie auf der Bühne Menschen, die in ihrer Naivität direkt aus dem Alltag gegriffen scheinen. Bis zu dem Moment, wenn Käthe Lachmanns Fantasie ihre Figuren ins Absurde kippen lässt. Mit einer schier unerschöpflichen Fülle an schauspielerischen, mimischen und stimmlichen Ausdrucksmöglichkeiten gelingt ihr stets aufs Neue eine überraschende Wendung.“